# Krina (Einheit)
Die Krina war ein bulgarisches Volumenmaß. Nach einem Gesetz von 1889 wurde als Basis das Getreidemaß die „neue Krina“ oder Nova Krina festgelegt.
- 1 Krina = 20 Liter
- 5 Krina (neu) = 1 Kilo (bulgar.) = 1 Hektoliter

Beim älteren Maß hatte
- 1 Krina = 12,82 Liter
- 10 Krini = 100 Oki = 1 Dunavsko kiló = 128,2 Liter